# یواس‌اس بالوارک (ای‌ام‌سی-۶۸)
یواس‌اس بالوارک (ای‌ام‌سی-۶۸) (به انگلیسی: USS Bulwark (AMc-68)) یک کشتی بود که طول آن ۹۷ فوت ۱ اینچ (۲۹٫۵۹ متر) بود. این کشتی در سال ۱۹۴۱ ساخته شد.